# Nikolaj Losskij
Nikoláj Onúfrievitj Lósskij, född 6 december 1870 i Kreslavka, Kejsardömet Ryssland (nu Krāslava, Lettland) och uppvuxen i Dagda i Lettgallen, död 24 januari 1965 i Paris, var en rysk religionsfilosof och en av grundarna av intuitionismen, som behandlar filosofiska frågor i samband med en kristen världssyn. Han förjagades från Sovjetunionen 1922 tillsammans med flera andra filosofer och bodde under mellankrigstiden i Tjeckoslovakien. 

## Några av hans viktigaste verk
- Intuitionismens grunder (1906)
- Den fria viljan (1927)
- Gud och Guds rike som värdegrund (1931)
- Känslomässig, intellektuell och mystisk intuition (1938)
- Dostojevskij och hans kristna världsåskådning (1945)